# О-Віседо
О-Віседо (гал. O Vicedo, ісп. Vicedo) — муніципалітет в Іспанії, у складі автономної спільноти Галісія, у провінції Луго. Населення — 2011 осіб (2009).
Муніципалітет розташований на відстані близько 500 км на північний захід від Мадрида, 80 км на північ від Луго.
Муніципалітет складається з таких паррокій: Кабанас, Мосенде, Ріо-Барба, Сан-Мігель-де-Неградас, Сан-Роман-де-Вале, Суегос, О-Віседо.

## Демографія
Динаміка населення (INE ):

## Галерея зображень

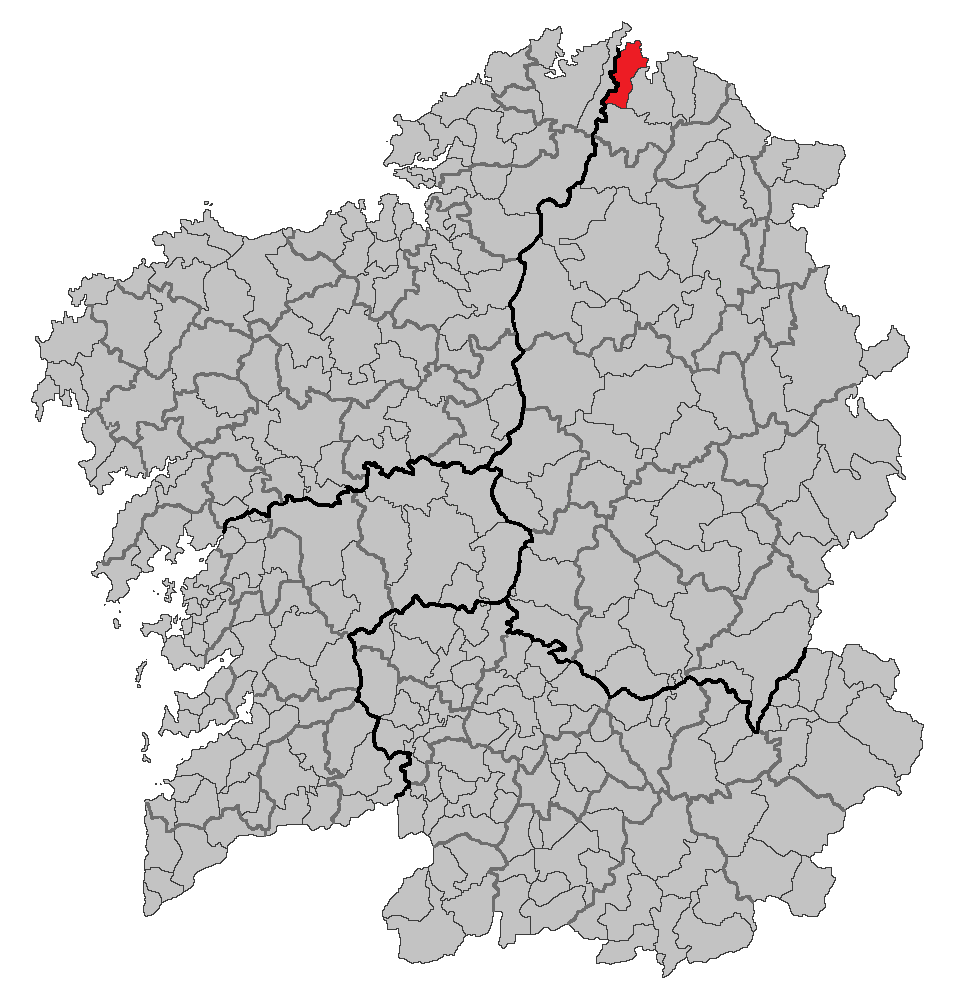
Розташування муніципалітету

## Парафії
Муніципалітет складається з таких парафій: 

## Релігія
О-Віседо входить до складу Лугоської діоцезії Католицької церкви.